# Ulpia Traiana Sarmizegetusa
Colonia Ulpia Traiana Augusta Dacica Sarmizegetusa, upravno središče in največje mesto v Rimski Dakiji, ki se je kasneje po 40 km oddaljeni nekdanji dačanski prestolnici  preimenovala v Ulpio Traiano Sarmizegetuso. 
Mesto je bilo zgrajeno na temeljih tabora V. makedonske legije in naseljeno z veterani dačanskih vojn. Od samega začetka je imelo status kolonije (colonia), za katero je veljalo italsko pravo (ius Italicum). Močno utrjeno mesto je merilo 30 hektarjev in imelo 20.000-25.000 prebivalcev. V 2. in 3. stoletju je bila Ulpia Traiana politično, upravno in versko središče Rimske Dakije. Mesto so uničili Goti. Od nje so ostale samo ruševine, delno ohranjen forum, amfiteater in ostanki več templjev.

## Zgodovina
Natančno obdobje, v katerem se je mesto zgradilo, ni znano. Nekateri zgodovinarji trdijo, da so prvo naselbino zgradili leta 106-107, drugi da leta 108-110. Kakorkoli že, iz napisov, ki so jih na začetku 14. stoletja odkrili v vasi  Grădişte, je razvidno, da so se v novo mesto vselili prvih letih po osvojitvi Dakije. Na napisu se bere: "Na ukaz cesarja Cezarja Nerva Trajana Avgusta, sina božanskega Nerva, je dačansko kolonijo naselil Decim Terencij Skavrijan, njen guverner". 
V Rimu so na ukaz senata naselitev kolonije ovekovečili s priložnostnimi kovanci, posvečenimi cesarju Trajanu.
Med vladanjem cesarja Hadrijana se je mesto preimenovalo v Colonia Ulpia Traiana Augusta Dacica Sarmizegetusa. Med letoma 222 in 235 so kolonijo imenovali metropolis. Ime so odkrili na napisu na kamnu, ki se bere: "Gaju Ariju Kvadratu, sinu Gaja Arija Antonina, sedanjemu cesarskemu pretorju v Colonii Ulpii Traiani Augusti Dacici Sarmizegetusi". Gaj Arij Antonin je imel naslov legatus pro praetore, ki je bil uradni naslov guvernerjev nekaterih cesarskih provinc Rimskega cesarstva.

## Lokacija
Naselje je bilo zgrajeno kakšnih 8 km od Tape, prelaza med Banatom in Transilvanijo, ki se sedaj imenuje Železna transilvanska vrata. Izbira njegove  lokacije je temeljila na vojaških in gospodarskih  prednostih, ki so jih dajali naravni oviri gorovje Retezat na jugu in gorovje Poiana Ruscă na severu. Zaledje metropole je segalo od Tibiska do Micie in do kanjona Jiu. Mesto je varovalo več kastrov: Tibiscum, Pons Augusti,Micia in  Bumbești.
Skozi mesto je šla cesarska cesta, ki je povezovala Donavo in Porolissum  (Moigrad) na severu province.

## Arheološko najdišče
Od Ulpie Traiane Sarmisegetuse so se do danes ohranili:
- amfiteater
- gladiatorska šola
- Nemezin tempelj
- Dionizov tempelj
- Asklepijev in Higiejin tempelj
- tempelj Bazilika
- Veliki tempelj
- Silvanov tempelj
- steklarska delavnica
- skladišče (horreum)
- urad
- terme
- forum

## Virtualne rekonstrukcije
Virtualne rekonstrukcije zgradb, ki jih je objavil Reconstituiri.ro Arhivirano 2016-02-22 na Wayback Machine.:
- Amfiteater
- Prokuratorjeva palača (domus procuratoris)
- Horreum
- Rimski forum
- Dionizov tempelj
- Rimska hiša (domus)

## Galerija
- Napis na stebru v forumu
- Veliki tempelj
- Amfiteater
- Okrasje stebra
- Nemezin tempelj
- Kurija
- Steklarska delavnica
- Rimska plošča, vgrajena v srednjeveško pravoslavno cerkev v Sânpetru, Hunedoara

## Vira
- Schütte, G. (1917), Ptolemy's maps of northern Europe, a reconstruction of the prototypes, The Royal Danish Geographical Society, pridobljeno dne 4. maja 2013.
- Protase, D., Castrul legiunii IIII Flavia de la Berzovia, Săpăturile arheologice din anii 1965–1968, str. 41.